# Minato-ku (Osaka)
Minato (港区 Minato-ku?) es un barrio de la ciudad de Osaka, en la prefectura de Osaka, Japón. En agosto de 2019 tenía una población estimada de 80.836 habitantes y una densidad de población de 10.284 personas por km². Su área total es de 7,86 km².

## Demografía
Según datos del censo japonés, la población de Minato ha disminuido en los últimos años.
| Año del censo | Población |
| ------------- | --------- |
| 1995          | 89.527    |
| 2000          | 87.262    |
| 2005          | 83.191    |
| 2010          | 84.947    |
| 2015          | 82.035    |